# بییالباربا
بییالباربا (به اسپانیایی: Villalbarba) یک شهرستان در اسپانیا است که در استان وایادولید واقع شده‌ است.